# Хаме
 Тази статия е за селището в Белгия.  За селото в Македония вижте Хаме (Северна Македония).  
Хаме (на нидерландски: Hamme) е селище в Северна Белгия, окръг Дендермонде на провинция Източна Фландрия. Населението му е около 23 200 души (2006).